# Marco Hietala
Marko Tapani "Marco" Hietala (sinh ngày 14 tháng 1 năm 1966 tại Tervo, Phần Lan) là một ca sĩ, tay chơi bass và songwriter thuộc dòng heavy metal. Ông được biết đến nhiều nhất trên phạm vi thế giời như là tay chơi bass, nam ca sĩ hiện tại và nhà soạn nhạc thứ hai sau Tuomas Holopainen, trong ban nhạc symphonic metal Nightwish. Ông cũng là ca sĩ và chơi bass cũng như nhà soạn nhạc và viết lời cho ban nhạc heavy metal Tarot.

## Tiểu sử

### 1966-2001: Tuổi thơ và khởi đầu sự nghiệp
Marko Hietala được sinh ra ngày 14 tháng 1 năm 1966, và là con út của gia đình Hietala. Hietala sống ở Tervo cho đến khi 15 tuổi, sau đó ông chuyển đến Kuopio học về guitar cổ điển, thanh nhạc và nhạc lý ở trường trung học. Năm 1984, ông và anh trai của mình, Zachary Hietala, thành lập ban nhạc heavy metal Tarot với cái tên Purgatory. Trong năm 1986, Tarot nhận được một thỏa thuận cho album đầu tay của ho và đi lưu diễn.

### 2002-2020: Thành công với Nightwish và các dự án riêng
Hietala gia nhập Nightwish trong quá trình sản xuất album Century Child năm 2002, sau sự ra đi của cựu bassist Sami Vänskä. Ông là một nhạc sĩ khách mời đáng chú ý trong Delain, một dự án liên quan đến nhiều thành viên trong cộng đồng gothic và symphonic metal. Ông cũng tham gia trong quá trình thu âm Invitation, album của Altaria với vai trò hát đệm. Hietala cũng tham gia trong các ban nhạc Sinergy và Northern Kings.
Nhờ sự gia nhập của Hietala vào Nightwish, một số bài hát đã được viết với mục đích để song ca với Tarja Turunen, người mà sau đó là ca sĩ của Nightwish, cho phép thủ lĩnh kiêm songwriter Tuomas Holopainen tận dụng lợi thế giọng khàn đặc biệt của Hietala để bổ sung thêm một xu hướng mới cho ban nhạc. Một ví dụ nổi tiếng là bản cover "The Phantom of the Opera" của Nightwish, trích từ album "Century Child".
Trong các buổi biểu diễn của Nightwish, Turunen sẽ nghỉ ngơi ở khoảng thời gian giữa của setlist. Trước khi Hietala gia nhập ban nhạc, trong khoảng thời gian để Tarja hồi phục, ban nhạc sẽ biểu diễn một bản nhạc không lời. Tuy nhiên, từ khi Hietala gia nhập ban nhạc, họ sẽ biểu diễn một số bản cover các ca khúc nổi tiếng, với Hietala là ca sĩ chính trong giai đoạn này. Ban nhạc đã biểu diễn các ca khúc như "Crazy Train" của Ozzy Osbourne, "Wild Child" của W.A.S.P., "Don't Talk to Strangers" của Dio, "Symphony of Destruction" của Megadeth và gần đây nhất, "High Hopes" của Pink Floyd. Một vài ca khúc trong số đó đã được thêm vào một số album khác nhau của Nightwish. Sau sự ra đi của Turunen, Hietala đóng vai trò quan trọng hơn với việc là nhà sản xuất của Dark Passion Play, được phát hành vào tháng 9 năm 2007. Anh hát trọn vẹn một số bài hát, và viết nhạc cho bài hát "The Islander", ca khúc mà anh chơi guitar acoustic thay cho bass. Hietala cũng được ghi nhận song hành cùng Holopainen là đồng tác giả ca khúc "The Crow, the Owl and the Dove" trong album năm 2011 của Nightwish, Imaginaerum.
Trong Delain, Hietala chơi bass trong album Lucidity, cũng là ca sĩ nam chính trong album. Ông cũng thể hiện hai ca khúc trong album thứ hai April Rain của Delain.
Vào tháng 3 năm 2009, Hietala tham gia ban nhạc Sapattivuosi. Họ hát lại các ca khúc của Black Sabbath bằng tiếng Phần Lan. Tuy nhiên, trong ban nhạc này, Hietala không chơi bass; ông chỉ là ca sĩ.
Vào ngày 1 tháng 4 năm 2010, có tin đồn Hietala sẽ rời khỏi ban nhạc để tập trung vào sự nghiệp hợp xướng. Điều này sau đó được xác định là một trò đùa ngày Cá tháng Tư, nhưng cũng là một liên hệ đến sự tham gia của ông trong Kuorosota (phiên bản Phần Lan hoá của gameshow Clash of the Choirs) trong năm 2010. Hietala là người dẫn dắt của dàn hợp xướng Kuopio trong mùa thứ hai của chương trình. Ông đứng thứ hai trong cuộc thi, chịu thua dàn hợp xướng Joensuu trong trận chung kết, đứng đầu là ca sĩ pop rock Ilkka Alanko. Đĩa đơn "I Walk Forever" của Tarot, trích từ album Gravity of Light, được biểu diễn lần đầu bởi Hietala, Tomi Salmela và dàn hợp xướng Kuopio trong Kuorosota 2010; một số ca khúc khác cũng được biểu diễn bao gồm "The Phantom Of The Opera," ca khúc mà Hietala cũng đã cover cùng Nightwish.
Trong tháng 6 năm 2010, Hietala hai lần tham gia supergroup theo dòng heavy metal HAIL!, thể hiện ca khúc Neon Knights của Black Sabbath với Ripper Owens, Andreas Kisser, James LoMenzo và Paul Bostaph tại hai trong số các buổi biểu diễn của họ tại Phần Lan.
Ngày 14 tháng 8 năm 2013, Hietala là ca sĩ đầu tiên được xác nhận bởi Arjen Lucassen sẽ là khách mời trong album mới của Ayreon, The Theory of Everything.

### 2021-nay: Rời Nightwish và hoạt động solo
Ngày 12 tháng 1 năm 2021, Hietala chính thức rời Nightwish.
Ngày 18 tháng 6 năm 2022, nhóm nhạc Northern Kings tái xuất với màn biểu diễn tại lễ hội Tuhdimmat Tahdit tổ chức tại Nokia, Phần Lan. Đây là lần đầu tiên sau 12 năm nhóm trở lại với sự góp mặt đông đủ của cả 4 giọng ca, và cũng là lần đầu tiên Hietala xuất hiện trước công chúng sau 17 tháng im hơi lặng tiếng. Trong một cuộc phỏng vấn sau đó, Hietala thừa nhận chưa từng liên lạc với các thành viên Nightwish kể từ khi rời nhóm, đồng thời bỏ ngỏ khả năng tái gia nhập.
Tháng 3 năm 2023, Tarot - dự án Hietala thành lập cùng anh trai ruột Sakari Hietala trước khi gia nhập Nightwish, được công bố là sẽ tái xuất sau 7 năm tạm ngừng hoạt động thông qua một buổi biểu diễn ở quê nhà Kuopio vào tháng 6 cùng năm. Ngày 8 tháng 7 năm 2023, Hietala tái hợp với cựu đồng đội Nightwish là Tarja Turunen trong một buổi biểu diễn ở Pratteln, Thụy Sĩ.
Ngày 14 tháng 3 năm 2024, Hietala phát hành bài hát mới "Left on Mars" với sự góp giọng của Turunen. Cả Hietala và Turunen đều xuất hiện trong video chính thức của bài hát được đăng tải trên kênh Youtube của hãng thu âm Nuclear Blast Records. Nhóm nhạc Tarot cũng sẽ trình diễn tại lễ hội Tuska, Phần Lan tổ chức tháng 6 năm 2024.

## Thiết bị
Hietala sử dụng những cây bass hiệu Warwick, đặc biệt là các phiên bản Infinity NT và Vampyre NT 4 dây theo cung D chuẩn (DGCF) và Drop C (CGCF). Ông cũng sở hữu một cây Warwick Buzzard JE đã bị rỉ sét, và một cây bass hiệu Kramer. Ông dùng bộ khuếch đại và cab hiệu Hellborg của Warwick.

## Ảnh hưởng
Hietala chia sẻ rằng người có ảnh hưởng lớn nhất với ông trên cương vị một bassist là Geezer Butler, trong khi Ronnie James Dio là người có ảnh hưởng lớn nhất với ông trên cương vị một ca sĩ. Ông cũng chia sẻ rằng ông ưa thích rất nhiều chất liệu âm nhạc khác nhau, từ "những chất liệu thực sự nhạy cảm tới một vài chất liệu thực sự khó nhằn", rằng ông "có [khá nhiệu] xu hướng để tiếp nhận gần như tất cả mọi thứ" mà "bằng cách nào đó kết thúc bằng việc sử dụng chúng" khi ông viết âm nhạc của riêng mình.

## Đời tư
Hietala có hai con trai với vợ cũ Manki hai bé trai sinh đôi Antto và Miro. Họ sống ở Kuopio, Phần Lan. Khi không đi lưu diễn ông ưa thích việc đọc sách, chơi game và xem phim. Ông đặc biệt thích những thể loại sách viễn tưởng, kinh dị và khoa học giả tưởng như đã đề cập trong trang web chính thức của Nightwish.
Năm 2016, báo chí Phần Lan đưa tin Hietala đã nộp đơn ly dị. Tháng 8 năm 2018, Hietala kết hôn với Camila Cavalcanti. Họ có một cô con gái và hiện đang sống ở Tây Ban Nha.
Tên thật của Hietala là Marko nhưng anh giữ nghệ danh 'Marco Hietala' trong suốt nhiều năm sự nghiệp. Tuy nhiên kể từ năm 2019 với dự án Mustan Sydämen Rovio, anh đã lấy lại cái tên Marko.

## Danh sách đĩa hát
Với Nightwish:
- Century Child - 2002
- Once - 2004
- Dark Passion Play - 2007
- Imaginaerum - 2011

Với Tarot:
- Spell of Iron - 1986
- Follow Me Into Madness - 1988
- To Live Forever - 1993
- Stigmata - 1995
- For the Glory of Nothing - 1998
- Suffer Our Pleasures - 2003
- Crows Fly Black - 2006
- Gravity of Light - 2010
- The Spell of Iron MMXI - 2011

Với Northern Kings:
- Reborn - 2007
- Rethroned - 2008

Với Sapattivuosi:
- Sapattivuosi - 2003
- Sapattivuosi Vol. 2 - 2005
- Ihmisen merkki - 2009

Với Sinergy:
- To Hell and Back - 2000
- Suicide By My Side - 2002

Như thành viên dự án/khách mời:
- Amorphis - hát đệm (2006, 2007, 2009)
- Delain - Lucidity (2006)
- Delain - April Rain (2009)
- Delain - We Are the Others (với hai ca khúc biểu diễn trực tiếp được thêm vào trong phiên bản Digipak) (2012)
- Ayreon - The Theory of Everything (2013)
- Marko Hietala - Mustan sydämen rovio (2019)